# Inō Kanori
Inō Kanori (伊能 嘉矩?; Iwate, 11 giugno 1867 – 30 settembre 1925) è stato un antropologo giapponese conosciuto per i suoi studi sugli aborigeni taiwanesi.
Inō fu il primo studioso a classificare le tribù di aborigeni in diversi gruppi ed etnie, a discapito della classificazione tradizionale che divideva tutti gli aborigeni solo come Shoufan (熟番?) e Shengfan (生番?).